# Frykeruds församling
Frykeruds församling är en församling i Södra Värmlands kontrakt i Karlstads stift. Församlingen ligger i Kils kommun i Värmlands län och ingår i Kils pastorat.

## Administrativ historik
Församlingen har medeltida ursprung. 
Församlingen har ingått och ingår i pastorat med Stora Kils församling som moderförsamling.

## Organister
| Period    | Namn               | Levnadstid | Övrigt   |
| --------- | ------------------ | ---------- | -------- |
| 1865-1897 | Jon Modén          | 1823-1897  | Organist |
| 1898-     | Johan Axel Norling | 1863-      | Organist |

## Kyrkor
- Frykeruds kyrka